# 미하엘 쉥커
미하엘 솅커(Michael Schenker, 1955년 1월 10일 ~ )은 독일의 기타리스트이자 작곡가이다. 스콜피언스의 리더인 루돌프 쉥커(Rudolf Schenker)의 동생이며, 스콜피언스와 UFO에 참여하였으며, 현재는 미하엘 솅커 그룹의 리더이다.

## 장비
미하엘 쉥커는 2005년 이전까지 깁슨 기타 회사의 깁슨 플라잉 V를 사용했었으며, 2006년부터는 딘 기타의 딘 V를 사용하고 있다.

## 앨범
2008년 <In The Midst Of Beauty>를 발매

### 대표작
히트곡으로는 <Armed and Ready> , <In To the Arena>, <Rock Bottom> 등이 있다.

## 공연
내한하여 멜론 AX에서 공연한 바 있다.